# Nicole Walter-Lingen
Nicole Walter-Lingen, auch Nicole Walter, († 18. März 2022) war eine deutsche Buchautorin und Drehbuchautorin.

## Leben
Sie studierte Sprachen in München und arbeitete danach als Werbetexterin und freie Journalistin. 1994/1995 war sie Stipendiatin der Drehbuchwerkstatt München. Ab 1994 verfasste sie Drehbücher für Fernsehfilme und Serien.
2001 wurde sie als Drehbuchautorin des SWR-Films Enthüllung einer Ehe mit dem Robert-Geisendörfer-Preis in der Kategorie Fernsehen ausgezeichnet.
2012 veröffentlichte sie ihren ersten Roman Das Leben drehen, der ein Bestseller wurde.
Am 18. März 2022 verstarb sie nach kurzer schwerer Krankheit.

## Filmografie (Auswahl)
- 1998–2003: Für alle Fälle Stefanie
- 1998–2004: Marienhof
- 1999: In aller Freundschaft
- 1999–2000: Schloss Einstein
- 2000: Enthüllung einer Ehe
- 2002: Verdammt verliebt
- 2003: Schöne Lügen
- 2004: Vernunft & Gefühle
- 2005: Wen die Liebe trifft…
- 2005: Eine Liebe am Gardasee
- 2005: Utta Danella: Der Himmel in deinen Augen
- 2005: Utta Danella: Eine Liebe in Venedig
- 2007: Lilly Schönauer: Umweg ins Glück
- 2008: Utta Danella: Wenn Träume fliegen
- 2008: Utta Danella: Das Geheimnis unserer Liebe
- 2008: Vater aus Liebe
- 2009: Klinik am Alex
- 2009: Utta Danella: Der Verlobte meiner besten Freundin
- 2009: Utta Danella: Schokolade im Sommer
- 2010: Utta Danella: Eine Nonne zum Verlieben
- 2011: Utta Danella: Wachgeküsst
- 2012: Utta Danella: Prager Geheimnis
- 2012: Sturm der Liebe
- 2013: Utta Danella: Sturm am Ehehimmel
- 2014: Die Fischerin
- 2016: Endstation Glück
- 2016: Immer Ärger mit Opa Charly
- 2017: Rosamunde Pilcher: Wenn Fische lächeln
- 2018: Rosamunde Pilcher: Das Geheimnis der Blumeninsel
- 2019: Racko – Ein Hund für alle Fälle (zusammen mit Konstantin Ferstl)
- 2020: Rosamunde Pilcher: Von Tee und Liebe

## Bücher (Auswahl)
- Der Weihnachtshund von Venedig
- Der Glückshund
- 2012: Das Leben drehen
- 2013: Wie Sonne und Mond
- 2015: Regenbogentänzer
- 2018: Das Glück umarmen
- 2019: Suppenbrunzer
- 2020: Ein Blick in deine Augen
- 2021: Nur einen Atemzug entfernt